# Ingolfiellidea
Ingolfiellidea sind eine kleine Unterordnung der Flohkrebse mit insgesamt 39 beschriebenen Arten. Da sie jedoch in wenig erforschten ökologischen Nischen leben, sind zahlreiche Neubeschreibungen zu erwarten. Derzeit wird die Unterordnung in die beiden Familien Ingolfiellidae und Metaingolfiellidae geteilt, letztere ist monotypisch und umfasst nur die Art Metaingolfiella mirabilis.

## Merkmale
Bei den Ingofiellidea handelt es sich um eine abgeleitete Gruppe, die aufgrund ihrer morphologischen Merkmale leicht von den anderen Gruppen der Flohkrebse zu unterscheiden ist. Die Unterscheidung innerhalb der Unterordnung ist schwieriger und erfolgt vielfach aufgrund von Untersuchungen mit dem Rasterelektronenmikroskop. Die Ingolfiellidae sind meist sehr kleine Flohkrebse mit einer Länge von wenigen Millimetern. Manche höhlenlebende Arten können auch bis zu 2,5 cm lang werden. Sie besitzen kurze Tergite, was ihrem Körper ein wurmartiges Aussehen verleiht.

## Lebensräume und Verbreitung
Die ersten beiden Artbeschreibungen von Ingofielliden, die von Hansen 1903 durchgeführt wurden, betrafen zwei Arten aus völlig unterschiedlichen Lebensräumen. Ingolfiella abyssi stammt aus der Tiefsee, gefunden in einer Probe aus 3521 m Tiefe im Nordatlantik bei Grönland. Dieser Tiefseelebensraum wird Abyssal genannt. Ingolfiella abyssi gehört zur Biozönose des Tiefsee-Benthos, über dessen Zusammensetzung wegen der Unzugänglichkeit des Lebensraumes wenig bekannt ist. Die zweite beschriebene Art war Ingolfiella littoralis aus dem Sandlückensystem (Mesopsammon) der Strände Thailands. Auch dieser Lebensraum ist wenig untersucht, die Tiere, die hier leben, sind besonders klein. Ingolfiella littoralis ist durch ihre langgestreckte Form und die speziellen Bildungen ihrer Beinpaare an dieses ökologische System besonders angepasst.
Die dritte Ingolfielliden-Art wurde 1933 von S. Karaman beschrieben. Es handelt sich um Ingolfiella acherontis, die in einem grundwassergespeisten Brunnen in Skopje, Mazedonien gefunden wurde. Karaman kannte die beiden bereits beschriebenen Ingolfiella-Arten nicht bzw. erwartete er keine ähnliche Art im Süßwasser zu finden. Daher ordnete er die Art vorerst als Balcanella acherontis einer eigenen Familie der Flohkrebse zu.
Eine weitere Art wurde in einer Höhle am Kongo gefunden und 1951 beschrieben. Sie war mit 14,5 mm wesentlich größer als die nur bis zu 2,5 mm großen bisher beschriebenen Arten. Später wurde sie in eine eigene Gattung Trogloleleupia gestellt und heißt heute Trogloleleupia leleupi.
Damit waren die vier wesentlichen Lebensräume, in denen Ingolfiellidea vorkommen können, abgegrenzt: Tiefsee, Sandlückensysteme, Grundwasser und Höhlenseen. Es fanden sich jedoch mit jeder neu entdeckten Art weitere Varianten dieser extremen Habitate, darunter die sandigen Ufer eines Flusslaufes in den Anden (Ingolfiella uspallatae) oder brackiges Grundwasser in Küstennähe (Ingolfiella ruffoi und Ingolfiella manni).
Die Ingolfiellidea sind weltweit verbreitet, ihre Fundgebiete scheinen jedoch sehr klein und weit verstreut zu sein. Daher gelten die meisten Arten als gefährdet.

## Stammesgeschichte
Es wird angenommen, dass sich die Ingolfiellidea spätestens in der Trias von den übrigen Flohkrebsen abgespalten haben. Dieser Schluss liegt nahe, da die Verbreitungsgebiete der einzelnen Ingolfiella-Arten sehr weit voneinander entfernt liegen. Dieses Verbreitungsmuster kann nur durch die Kontinentaldrift nach dem Zerfall des Superkontinents Pangaea entstanden sein.
Es gab verschiedene Ansätze, die Gattung Ingolfiella, die derzeit die meisten Arten umfasst, in mehrere Untergattungen zu unterteilen. Eine endgültige Einteilung ist jedoch derzeit nicht sinnvoll, da noch zu wenige Arten bekannt sind, um eine eindeutige Zuordnung zu phylogenetisch klar abgegrenzten Gruppen zu ermöglichen.
Bei der Art Metaingolfiella mirabilis, für die eine eigene Familie eingerichtet wurde, handelt es sich um eine Reliktform, die in einem 50 m tiefen Brunnen in Mittelitalien gefunden wurde. Die Art hat wahrscheinlich im Grundwasser, das lange Zeit nicht mit der Oberfläche in Berührung gekommen ist, überlebt.

## Systematik und Taxonomie
Die Typusart Ingolfiella abyssi wurde während der dänischen Expedition mit dem Forschungsschiff Ingolf in den Jahren 1895 bis 1896 nahe der Davisstraße, einer Meerenge zwischen der kanadischen Baffininsel und Grönland, entdeckt. Diese Art und die Familie Ingolfiellidae wurden im Jahr 1903 wegen ihrer außergewöhnlichen Merkmale zusätzlich zu den Berichten über die in Kopenhagen veröffentlichten Expeditionsberichte von Hans Jacob Hansen im Journal der Linnean Society of London erstbeschrieben.

## Gattungen
Familie Ingolfiellidae
- Ingolfiella Hansen, 1903
- Proleleupia Vonk & Schram, 2003
- Rapaleleupia Vonk & Schram, 2007
- Stygobarnardia Ruffo, 1985
- Trogloleleupia Ruffo, 1974

Familie Metaingolfiellidae
- Metaingolfiella Ruffo, 1969